# Aleg
Aleg es la capital de la región de Brakna, Mauritania. Está situado en 17°3′0″N 13°55′0″O / 17.05000, -13.91667.
La ciudad es popularmente conocida como el lugar de nacimiento del anterior presidente de Mauritania, Sidi Ould Cheikh Abdallahi.
Esta ciudad capital ha tenido históricamente que afrontar severos problemas con la escasez de agua dulce y potable ya que se encuentra ubicada en medio del arenoso desierto del Sahara.
El clima en esta ciudad capital es cálido y, a lo largo del año, la mayoría de los días son cálidos desde las 8:00 hasta las 22:00. Durante la noche la temperatura desciende bruscamente llegando a descender hasta los 0 °C excepcionalmente. Las lluvias tienen lugar en la época lluviosa que ocurre a fines de verano.
- Datos: Q986384
- Multimedia: Aleg / Q986384